# Circonscription électorale de Lanzarote
Ne doit pas être confondu avec Circonscription autonomique de Lanzarote.
La circonscription électorale de Lanzarote est l'une des circonscriptions électorales insulaires espagnoles utilisées comme divisions électorales pour les élections générales espagnoles.
Elle correspond géographiquement à l'ile de Lanzarote.

## Historique
Elle est instaurée en 1977 par la loi pour la réforme politique puis confirmée avec la promulgation de la Constitution espagnole qui précise à l'article 69 alinéa 3 que chaque île constitue une circonscription électorale.

## Sénat

### Synthèse
|         |       | 1977 | 1979 | 1982 | 1986 | 1989 | 1993 | 1996 | 2000 | 2004 | 2008 | 2011 | 2015 | 2016 | 04/19 | 11/19 | 2023 |
| ------- | ----- | ---- | ---- | ---- | ---- | ---- | ---- | ---- | ---- | ---- | ---- | ---- | ---- | ---- | ----- | ----- | ---- |
| UCD     |       | 1    | 1    |      |      |      |      |      |      |      |      |      |      |      |       |       |      |
| PSOE    |       |      |      | 1    | 1    |      |      |      |      | 1    | 1    |      |      |      | 1     | 1     | 1    |
| PIL     |       |      |      |      |      | 1    | 1    | 1    | 1    |      |      |      |      |      |       |       |      |
| PP      |       |      |      |      |      |      |      |      |      |      |      | 1    |      | 1    |       |       |      |
| Podemos |       |      |      |      |      |      |      |      |      |      |      |      | 1    |      |       |       |      |
|         |       |      |      |      |      |      |      |      |      |      |      |      |      |      |       |       |      |
| Total   | Total | 1    | 1    | 1    | 1    | 1    | 1    | 1    | 1    | 1    | 1    | 1    | 1    | 1    | 1     | 1     | 1    |

### 1977
| Parti | Parti | Sénateurs              |
| ----- | ----- | ---------------------- |
| UCD   |       | Rafael Stinga González |

### 1979
| Parti | Parti | Sénateurs              |
| ----- | ----- | ---------------------- |
| UCD   |       | Rafael Stinga González |

### 1982
| Parti | Parti | Sénateurs          |
| ----- | ----- | ------------------ |
| PSOE  |       | José Ramírez Cerda |

### 1986
| Parti | Parti | Sénateurs            |
| ----- | ----- | -------------------- |
| PSOE  |       | Juan Ramírez Montero |

### 1989
| Parti | Parti | Sénateurs           |
| ----- | ----- | ------------------- |
| PIL   |       | Dimas Martín Martín |

### 1993
| Parti | Parti | Sénateurs               |
| ----- | ----- | ----------------------- |
| PIL   |       | Cándido Armas Rodríguez |

### 1996
| Parti | Parti | Sénateurs               |
| ----- | ----- | ----------------------- |
| PIL   |       | Cándido Armas Rodríguez |

### 2000
| Parti | Parti | Sénateurs           |
| ----- | ----- | ------------------- |
| PIL   |       | Dimas Martín Martín |

- Dimas Martín est remplacé en 2001 par Juan Pedro Hernández Rodríguez.

### 2004
| Parti | Parti | Sénateurs                          |
| ----- | ----- | ---------------------------------- |
| PSOE  |       | Marcos Francisco Hernández Guillén |

### 2008
| Parti | Parti | Sénateurs                          |
| ----- | ----- | ---------------------------------- |
| PSOE  |       | Marcos Francisco Hernández Guillén |

### 2011
| Parti | Parti | Sénateurs                    |
| ----- | ----- | ---------------------------- |
| PP    |       | Óscar Manuel Luzardo Fuentes |

### 2015
| Parti   | Parti | Sénateurs                   |
| ------- | ----- | --------------------------- |
| Podemos |       | José Ramón Galindo González |

### 2016
| Parti | Parti | Sénateurs       |
| ----- | ----- | --------------- |
| PP    |       | Remigio Delgado |

### Avril 2019
| Parti | Parti | Sénateurs                        |
| ----- | ----- | -------------------------------- |
| PSOE  |       | Francisco Manuel Fajardo Palarea |

### Novembre 2019
| Parti | Parti | Sénateurs                        |
| ----- | ----- | -------------------------------- |
| PSOE  |       | Francisco Manuel Fajardo Palarea |

### 2023
| Parti | Parti | Sénateurs                        |
| ----- | ----- | -------------------------------- |
| PSOE  |       | Francisco Manuel Fajardo Palarea |